# Mistrovství světa v atletice 2011 – Muži 110 metrů překážek
 Běh na 110 metrů překážek mužů na Mistrovství světa v atletice 2011 se uskutečnil 28. a 29. srpna. Ve finálovém běhu zvítězil reprezentant Kuby Dayron Robles, který byl později diskvalifikován za blokování soupeře Číňana Liou Sianga. Díky této diskvalifikaci se mistrem světa stal Američan Jason Richardson.

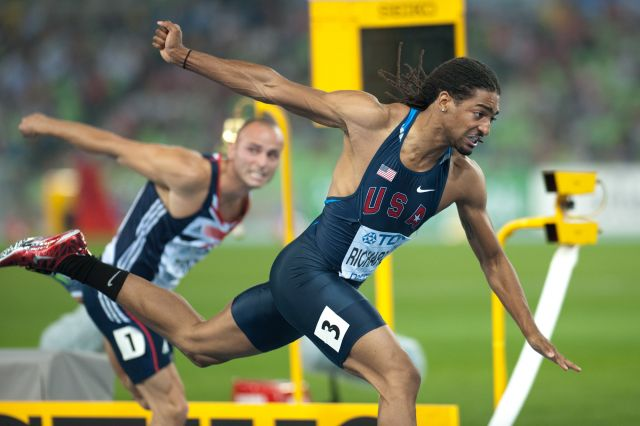
Jason Richardson při doběhu závodu

## Výsledky finálového běhu
| *                | jméno            | země               | čas   |
| ---------------- | ---------------- | ------------------ | ----- |
| Zlatá medaile    | Jason Richardson | USA                | 13,16 |
| Stříbrná medaile | Liou Siang       | Čína               | 13,27 |
| Bronzová medaile | Andy Turner      | Spojené království | 13,44 |
| 4                | David Oliver     | USA                | 13,44 |
| 5                | William Sharman  | Spojené království | 13,67 |
| 5                | Aries Merritt    | USA                | 13,67 |
|                  | Dayron Robles    | Kuba               | DQ    |
|                  | Dwight Thomas    | Jamajka            | DNF   |